# James Gray (reżyser)

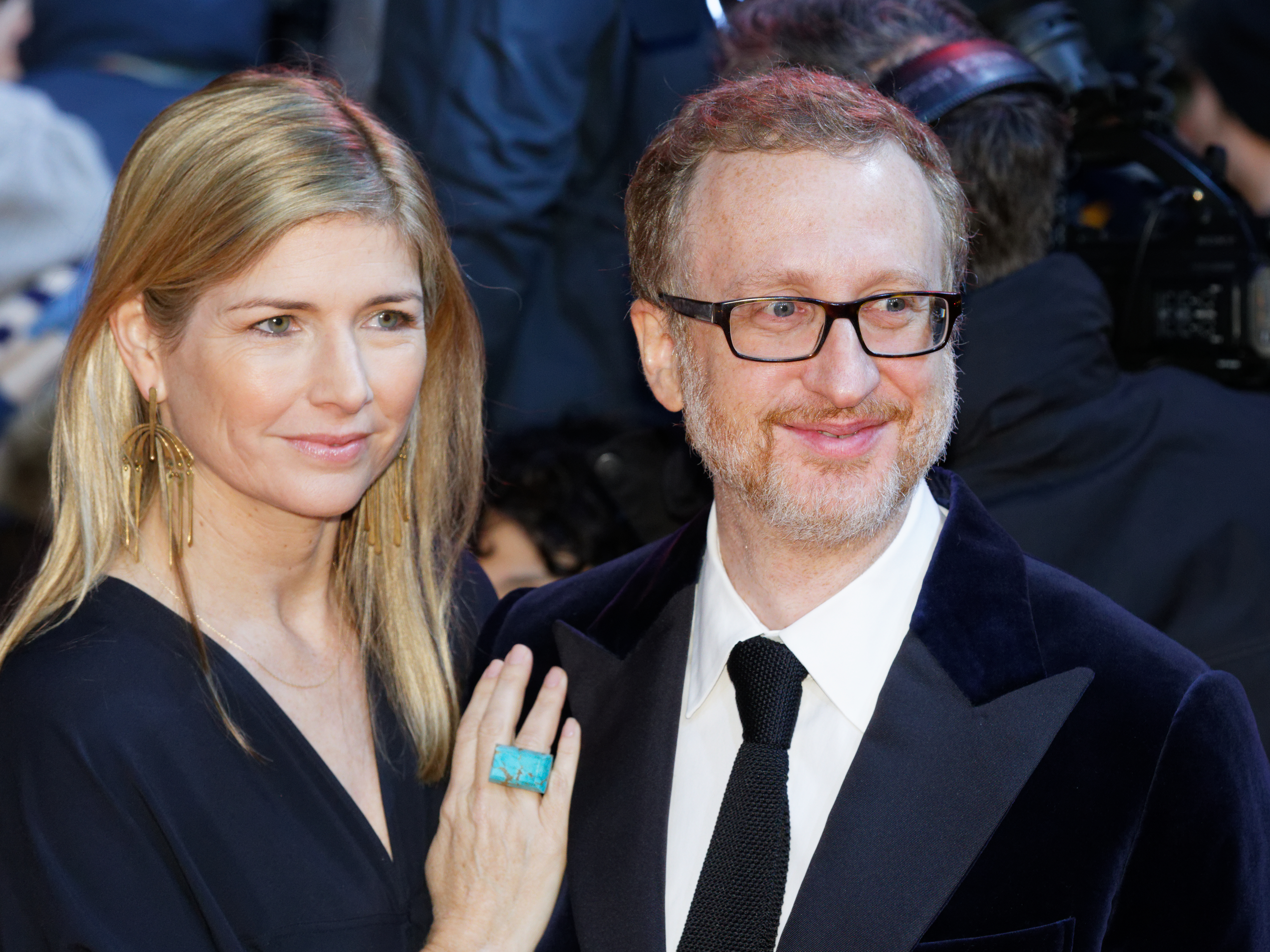
James Gray z żoną (2017)

James Gray (ur. 14 kwietnia 1969 w Nowym Jorku) – amerykański reżyser filmowy i scenarzysta.

## Życiorys
Pochodzi z rodziny rosyjskich Żydów. 
Debiutował w wieku 25 lat kryminalnym dramatem Mała Odessa (1994) z Timem Rothem w roli płatnego zabójcy wracającego po latach do tytułowej dzielnicy Nowego Jorku, zamieszkanej przez emigrantów ze Związku Radzieckiego. Następnie nakręcił Ślepy tor (2000) z Charlize Theron i Mark Wahlbergiem w rolach głównych. 
Trzeci film sygnowany jego nazwiskiem pojawił się po kilkuletniej przerwie. Królowie nocy (2007) ponownie są kryminałem rozgrywającym się w Nowym Jorku, jednak tym razem za tło mają scenerię lat 80.
Zasiadał w jury konkursu głównego na 62. MFF w Cannes (2009) oraz na 81. MFF w Wenecji (2024).

## Reżyseria
- Mała Odessa (Little Odessa, 1994)
- Ślepy tor (The Yards 2000)
- Królowie nocy (We Own the Night, 2007)
- Kochankowie (Two Lovers, 2008)
- Imigrantka (The Immigrant, 2013)
- Zaginione miasto Z (The Lost City of Z, 2016)
- Ad Astra (2019)
- Armageddon Time (2022)